# Gregor Murth
Gregor Murth (* 1971 in Wien) ist wirtschaftlicher Direktor des MAK – Museum für angewandte Kunst und ein österreichischer Funktionär bei diversen American-Football-Organisationen in Europa.

## Leben
Gregor Murth wurde 1971 in Wien geboren. 1989 begann er im ersten Nachwuchsteam der Vienna Vikings als Quarterback American Football zu spielen. Als Spieler konnte er auf verschiedenen Positionen mit den Vikings zahlreiche Staatsmeistertitel erringen und zweimal in das Finale der Eurobowl einziehen. 2001 wurde er von den Vikings als MVP Defense ausgezeichnet.
1990 begann er sich in der Organisation zu engagieren und wurde als Kassier in den Vorstand der Vienna Vikings gewählt.
2002 wurde er in den Vorstand des Football Bundes Österreich (AFBÖ) gewählt.
2014 wurde er zum Vizepräsidenten der IFAF Europe gewählt. In den Turbulenzen der folgenden Jahre mit dem Versuch einer Gruppe von Nationen, die IFAF durch einen zweiten Vorstand zu kontrollieren, wurde diese Unterorganisation der IFAF schlussendlich wieder aufgelöst.
2018 wurde er zum Director for Europe der IFAF gewählt.
2018 übernimmt er die wirtschaftliche Leitung der "WOW! The Heidi Horten Collection"- Ausstellung im Leopold Museum in Wien.
2021–2023 war er CFO / Wirtschaftlicher Direktor der Heidi Horten Collection in Wien.
2025 wird er wirtschaftlicher Direktor des MAK – Museum angewandter Kunst in Wien.